# Adaptacja kulturowa testu
Adaptacja kulturowa testu – przystosowanie oryginalnego testu psychologicznego do nowych warunków kulturowych w których ma być używany. Jest to jedno z kluczowych pojęć psychometrii i zarazem jedno z tzw. kryteriów dobroci, które musi spełnić każdy test psychologiczny.
Na proces adaptacji kulturowej testu składa się przetłumaczenie danego narzędzia psychologicznego na język polski (w przypadku polskiej adaptacji kulturowej narzędzi powstałych w innych państwach), ale też dostosowania go do warunków polskiej kultury, badaniu równoważności obu wersji oraz walidacji (oszacowaniu jego trafności) i ustaleniu parametrów psychometrycznych ostatecznej wersji narzędzia.